# Parada Pucheta
Parada Pucheta es una localidad, estación de ferrocarril y municipio argentino, situado en el departamento Paso de los Libres de la provincia de Corrientes. Se halla sobre la Ruta Nacional 14, aproximadamente a 29 km de la línea del río Uruguay.
El municipio también incluye los parajes de Paso Ledesma, San Antonio y Cabred.

## Vías de comunicación
Posee un acceso principal de asfalto (longitud 2 km) desde la Ruta Nacional N°14, km.455.

## Infraestructura
Cuenta con "Estación del Ferrocarril", aún en funcionamiento; una escuela primaria, llamada N.º 670 Antártida Argentina, y escuela secundaria en su pequeñísimo ejido urbano, Municipalidad, Registro Civil, policía e iglesia.
Menos del 45 % de la población cuenta con agua potable, no existen cloacas ni gas natural y sólo el 43% con energía eléctrica, la cual es prestada con graves falencias por la Dirección provincial de Energía (DPEC)"". Hay 1 escuela y 1 puesto sanitario.

## Historia
La Ley provincial N.º 940 (sancionada el 21/8/1941) crea las Comisiones de Fomento de Colonia de Berón de Astrada, Colonia Liebig`s (departamento de Ituzaingó), Sarandí (Departamento de Paso de los Libres) y de Colonia Santa Rosa (departamento de Concepción), fijando sus límites junto con los de Parada Pucheta. Comienza así lentamente a ser reconocida "oficialmente" como localidad este inhóspito paraje. En esos momentos las Comisiones de Fomento, eran el paso previo antes de ser reconocidos los pueblos como localidades. Estas Comisiones tenían una gran responsabilidad y a su vez gran desafío, ya que debían sentar las bases para la conformación oficial de su poblado.
La fecha de establecimiento (y no de fundación) es todavía inexacta pero estimativamente podría decirse con gran certeza que fue aproximadamente entre mediados y fines del siglo XIX cuando los primeros habitantes habrían llegado a estas tierras. La Fundación de Parada Pucheta, se lleva a cabo el 21 de agosto de 1941, determinado por la Ley provincial N.º 940, en su artículo 2.º Está ubicado el pueblo en la 3.ª sección rural del departamento de Paso de los Libres e inicialmente fue “parada de trenes”, convertida en estación por Resolución del Ministerio de Obras y Servicios Públicos de la Nación, el 27 de diciembre de 1927.
El vecindario se congregó en su inmediación tomando el nombre de la estación, impuesto en homenaje a las propietarias del campo sobre el cual se asentó la población: Adelaida y Tránsita Pucheta. Se le atribuyó el régimen de las comisiones de fomento con la siguiente jurisdicción territorial: al Norte Arroyo Ñatiú, al Sur confluencia río Miriñay y arroyo Ayuí, al Este arroyo Ayuí y al Oeste río Miriñay. Esta determinación fue sonsagrada en la Legislatura de Corrientes en 1960, por ley N.º 2.111 del 16 de septiembre, tratamiento parlamentario que se sostuvo con igual entusiasmo en el Senado y como en la Cámara de Diputados de Corrientes.

## Toponimia
Debe su nombre a la familia Pucheta, una de las más antiguas del lugar. De allí toma nombre la estación de trenes y luego el Pueblo.

## Población
Cuenta con 877 habitantes (Indec, 2022), lo que representa un incremento del 167,38% frente a los 328 habitantes (Indec, 2010) del censo anterior.
| Gráfica de evolución demográfica de Parada Pucheta entre 1991 y 2022 |
|                                                                      |
| Fuente: Censos nacionales del INDEC                                  |

[cita requerida]

## Medios de transporte
A Parada Pucheta ingresan periódicamente los servicios de micros (ómnibus) locales de la empresa Expreso Sauce, los que provienen desde las localidades de Paso de Los Libres, Monte Caseros y Curuzú Cuatiá. Desde la ciudad de Buenos Aires, si bien no ingresan a su núcleo urbano, actualmente cruzan cerca de ella diferentes empresas de micros de larga distancia vía Paso de Los Libres. [cita requerida]

## Fiestas
16 de julio: Nuestra Señora del Carmen -FIESTA PATRONAL-
La celebración coincide con otra fecha importante para la religiosidad correntina como lo es el aniversario de la coronación pontificia de la Virgen de Itatí. Durante estas festividades la localidad se llenará de turistas y promeseros, así como de una variada gama de actividades socioculturales